# Hyposemansis magnipunctata
Hyposemansis magnipunctata là một loài bướm đêm trong họ Erebidae.